# Kærherredfrisisk
Kærherredfrisisk er den nordfrisiske dialekt, der tales i Stadum (Ståårem) og Enge-Sande (Ding-Sönj) i Kær Herred. Sproget er næsten uddødt. I Kær Herred tales også plattysk og sønderjysk.